# Polonäs (klädesplagg)

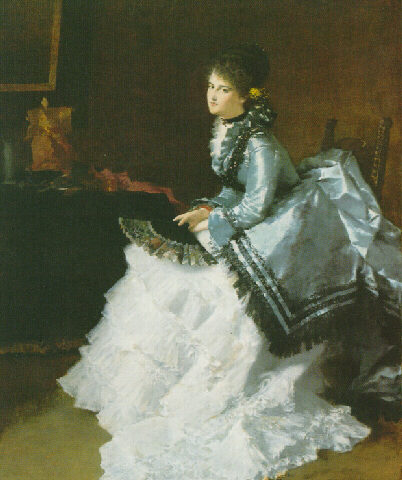
Kvinna i blå sidenpolonäs, oljemålning från 1875.

Polonäs är ett damplagg som består av en halvlång överklänning, ofta med lägre bakvåd, vars framtill öppna kjol ibland rynkades eller veckades och ibland draperades i pösande bubblor i sidorna och baktill. Namnet kommer av att den ansågs inspirerad av polskt mode, hur är dock oklart.
Polonäsen var modern under 1770- och 80-talet, då kallad Robe à la polonaise. Modet återkom på 1870-talet, då turnyrklänningen ofta bars till en polonäs. 

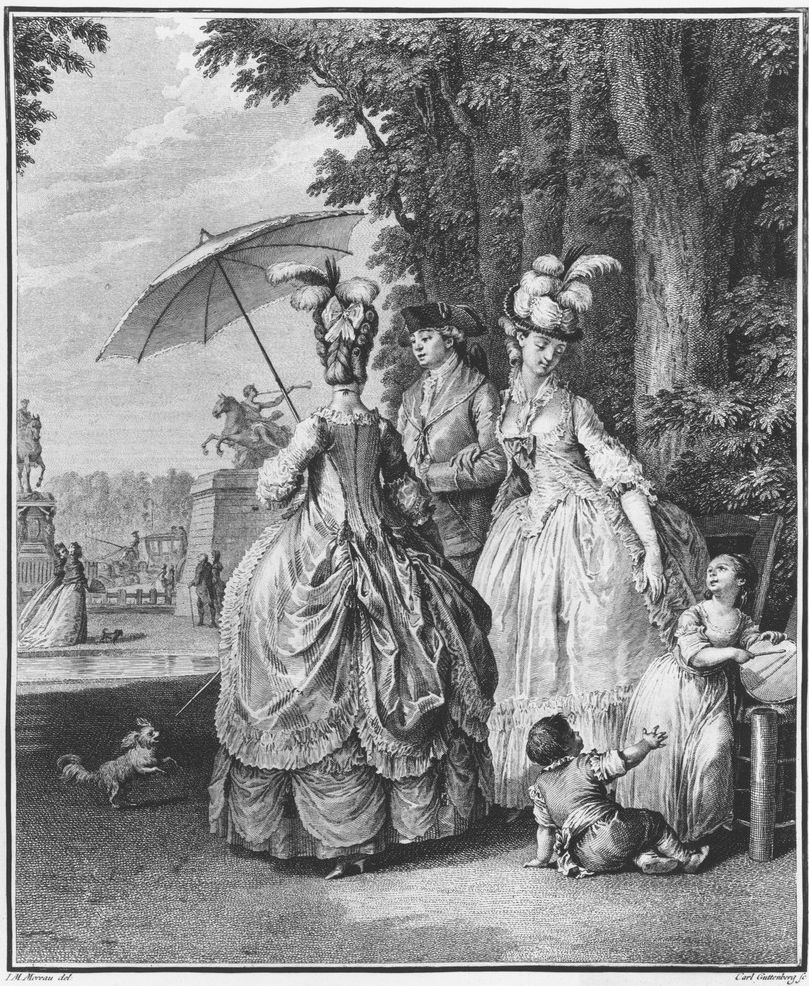
Jean-Michel Moreau le Jeune Le Rendez-vous pour Marly